# 吐血
吐血（とけつ）とは、消化器が疾患や損傷によって出血し、口から血を吐くこと。重大な疾患により引き起こされている場合があり多量の出血の場合は、緊急に専門医の診察と治療が必要となる。

## 概要
この症状は、消化器の疾患や損傷によって血を吐く訳だが、潰瘍などによって発生する少量の出血では、そのまま消化・吸収されてしまう事もあり、出血自体は気付かれない事が多い。多量の飲酒などによって嘔吐した際に、吐瀉物に混じって血が含まれるなどして、初めて気付かれる事もある。この場合は、出血から吐き出すまでに時間が掛かっているため、暗赤色（コーヒー残渣様吐血）で、一般的に量は少ない。
一方、短時間に吐き出される鮮やかな赤い色をした吐血は、消化器損傷によって発生した物で、吐き出す血の量も多い。こちらは緊急的にも止血する必要がある。

### 原因や状態
主な出血原因
1. 胃潰瘍、十二指腸潰瘍
2. 食道静脈瘤、胃静脈瘤
3. マロリーワイス症候群
4. 出血性胃炎
5. 胃がん、食道がん
6. その他

量の少ない・色が暗赤色な物の原因の多くは、胃潰瘍や十二指腸潰瘍などの上部消化管（比較的口に近い部分）の出血だが、これら潰瘍の原因には多分に精神的な物が関係してくるため、吐血によって受けたストレスにより、症状が悪化するケースも見られる。その一方で、妊婦の悪阻による嘔吐にも時折、同様の症状が見られる事もある。
似たように口から血を吐く症状では、呼吸器系統から出血する喀血があるが、こちらは咳き込んだ際等に出血が見られるというもので、吐血とは全く異なる原因による物である。吐血の場合には、吐瀉物特有の臭気がある他、腹部に不快感や痛みを訴えるが、喀血の場合は吐いた血には酸味臭が無かったり、胸部が痛むなどの違いが見られ、対処法も異なる。詳しくは喀血の項を参照。
特に飲酒や傷んだ物を食べた場合による嘔吐によるものではなく、日常的な生活で突然に吐き気に襲われて吐血した場合は、重度の消化器疾患や損傷が疑われる。吐血の1割程度は、食道静脈瘤の破裂に伴う出血によって発生している。食道静脈瘤は、人間ドック等の定期診断によって発見される事も多い。

## 対処
吐血は生命の危険を伴うことがあるため、できるだけ早く医師の診察を受け、検査や処置を行ってもらう必要がある。医師は、内視鏡で出血箇所などを確認して診断を行う。出血があれば、その場で内視鏡的に止血される。養生としては、絶対安静が必要である。絶食となるが、冷たい水を飲むとよい。また、みぞおちに氷嚢などを当て冷やすとよいともされる。いずれにしろ、吐血が生じた場合、緊急に入院し治療を受けることを要する。